# Amphisbaena fenestrata
Amphisbaena fenestrata är en ödleart som beskrevs av  Cope 1861. Amphisbaena fenestrata ingår i släktet Amphisbaena och familjen Amphisbaenidae. Inga underarter finns listade i Catalogue of Life.